# Колодки

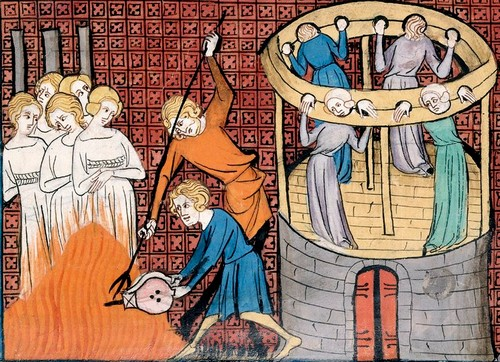
Содержание в колодках ведьм перед их сожжением. Миниатюра рукописи XIV в.

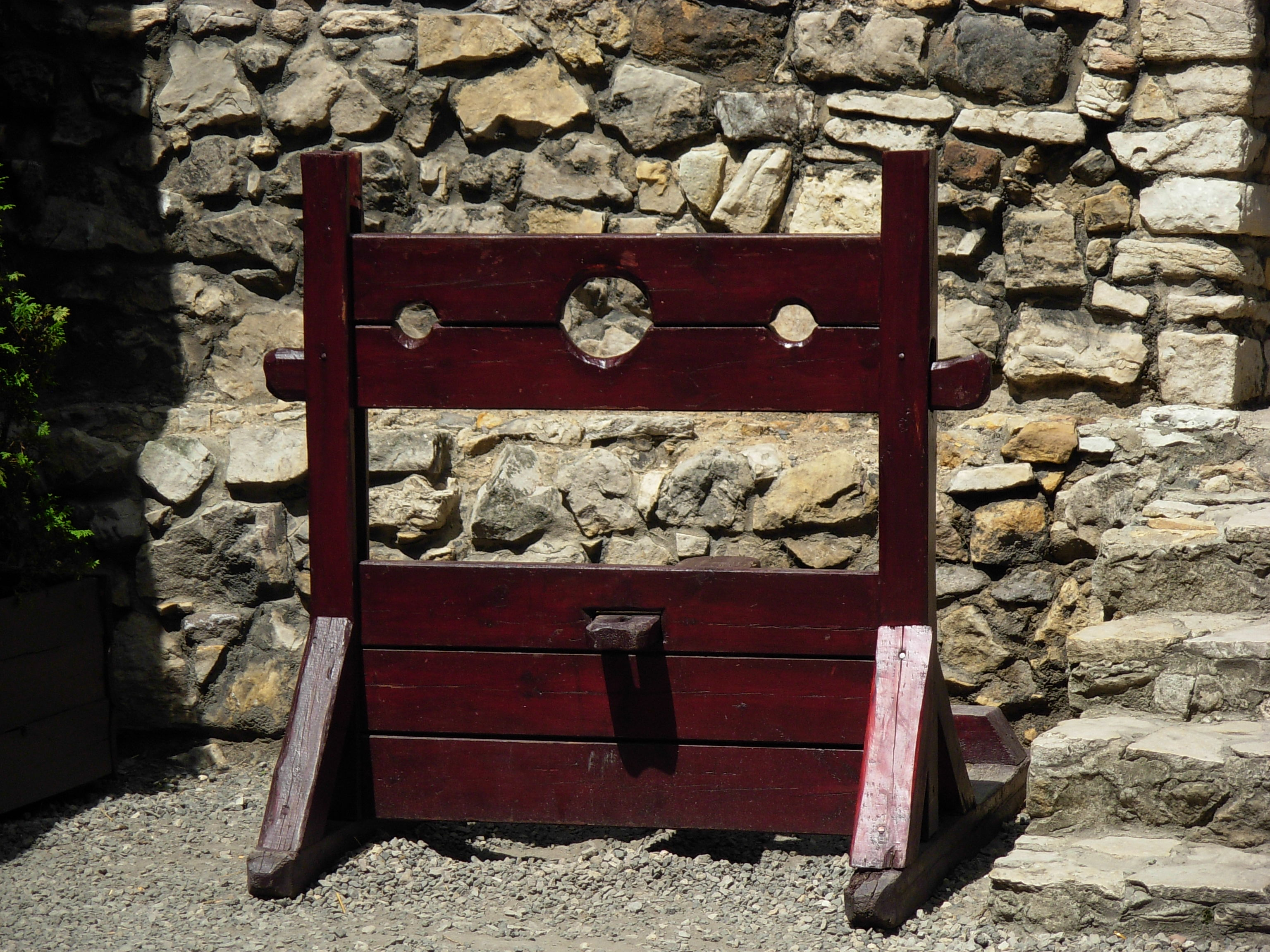
Колодки. Экспонат из музея Бендзинского замка (Польша)

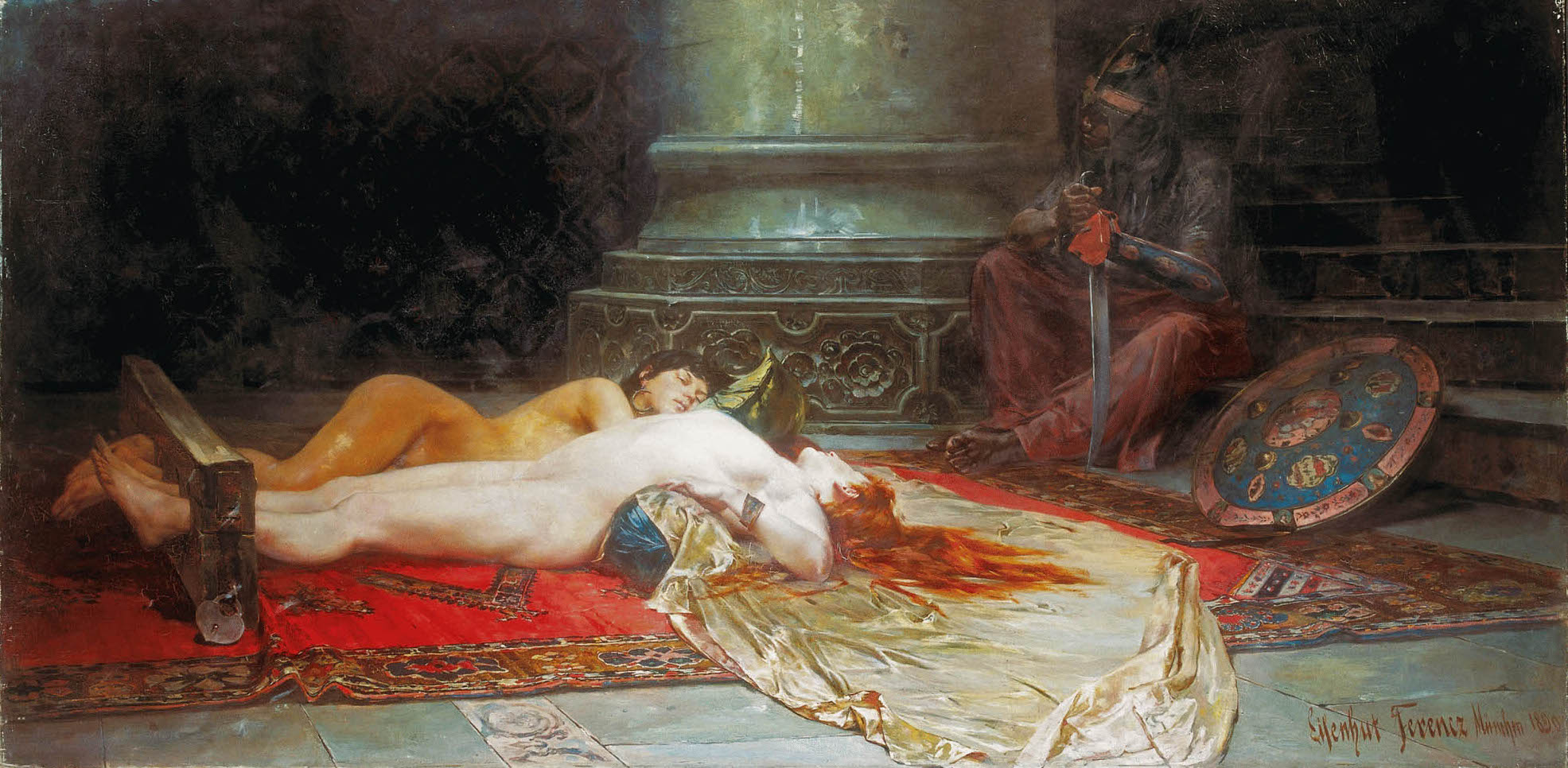
Франц Айзенхут. «В ожидании наказания». 1890 г.

Коло́дки, Коло́дка, Колода — деревянная конструкция с прорезями для головы и рук, одной ноги или обеих ног человека.
В старину использовалась для содержания пленных или заключённых, либо как орудие пытки или наказания преступника, а также как средство конвоирования задержанных лиц из/к местам заключения. Колодник, Колодница — узник, подстражный, арестант, заключенный, невольник.

## Наказание

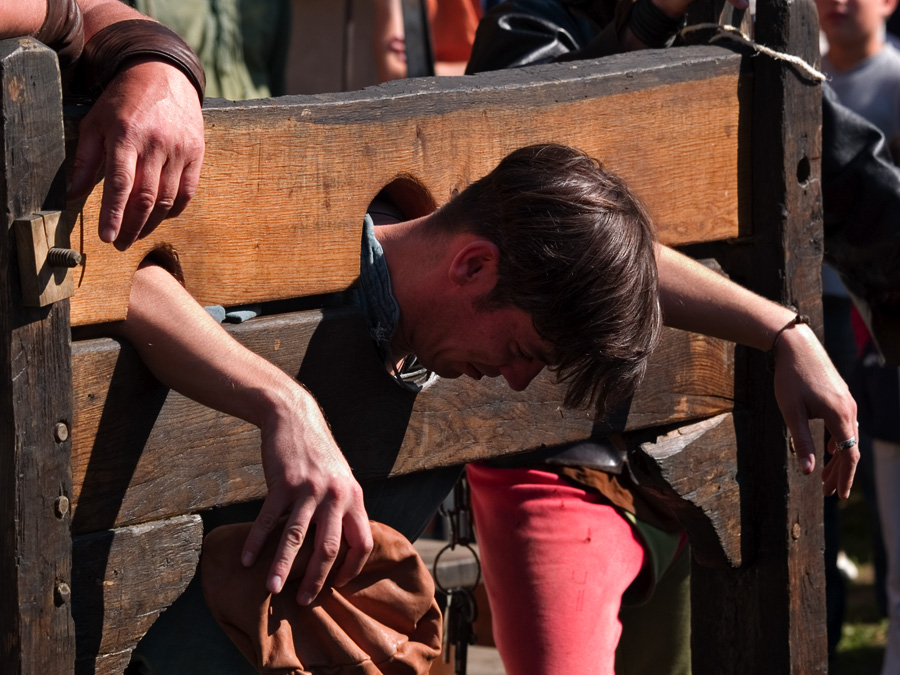
Средневековое наказание — позорный столб. Реконструкция,
фото 20.09.2006 года

В частности, закованного в колодки преступника выставляли для публичного осмеяния. Преступника иногда оставляли в жаркий день без пищи и воды. Наказание считалось позорным ещё и потому, что, находясь в колодках, осуждённый был вынужден справлять естественные надобности в штаны. В Средние века являлись наказанием за незначительные преступления, которому местные власти могли подвергнуть осуждённых по приговору поместного или городского суда.
Употреблялись в армиях и на военных флотах некоторых государств для наказания провинившихся солдат. К такому наказанию приговаривались, в частности, известный писатель Даниэль Дефо и британский адмирал Томас Кокрейн.
Упразднены во Франции в 1832 году, в Англии в 1837 году, в исламских и африканских государствах — в первой четверти XX века.
Первоначально на Руси колода или колодка, к которой привязывали обвиняемого («сажали в дыбу») называлась дыба.

## Этапирование
До появления наручников колодки на руки и шею применялись при этапировании заключённых на Руси и в Российской империи (для производства кандалов требовался металл, колодки можно было быстро изготовить из подручных средств, кроме того, они практически полностью ограничивали конвоируемому возможность движения руками, в то время как кандалами можно было удавить конвоирующего). Этапируемые лица именовались «колодниками». Также под этим термином в документах тех лет понимались опасные и особо опасные преступники. Колодки в Российской империи содержались в местах заключения и присутственных местах, помещики имели у себя колодки для наказания своих крепостных. Колодки в Российской империи использовались, как минимум, до начала XX века.

## В художественной литературе
- Применение колодок плантаторами Барбадоса по отношению к белым рабам красочно описано британским писателем Рафаэлем Сабатини в приключенческом романе «Одиссея капитана Блада» (1922), где мучения последних усугубляются особенностями жаркого тропического климата.